# 特許庁総合庁舎
座標: 北緯35度40分15.56秒 東経139度44分45.15秒 / 北緯35.6709889度 東経139.7458750度
特許庁総合庁舎（とっきょちょうそうごうちょうしゃ）は、東京都千代田区霞が関にある日本の中央省庁の庁舎。特許庁及び独立行政法人工業所有権情報・研修館が入居する。

## 概要

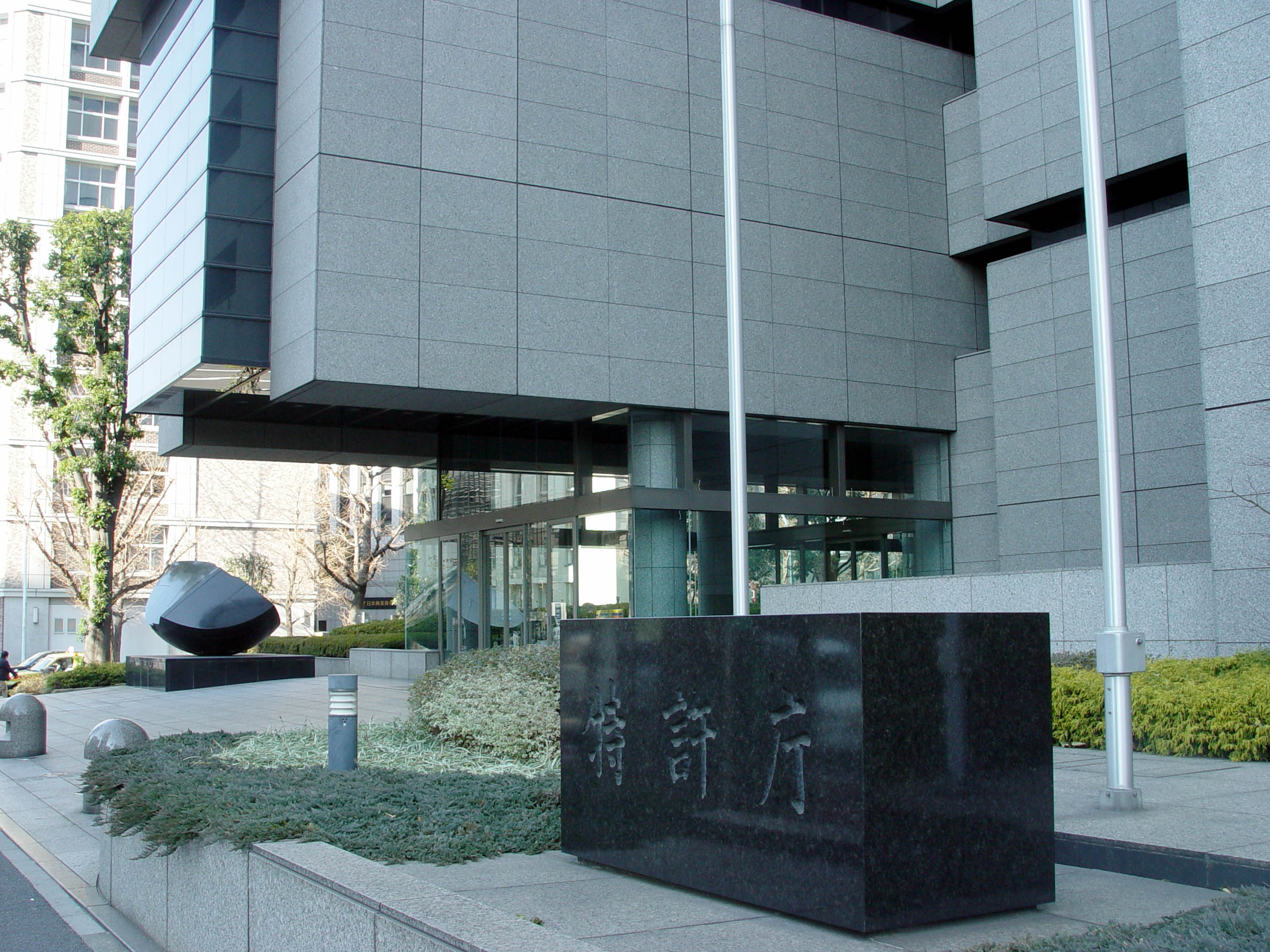
特許庁総合庁舎正面玄関

1989年（平成元年）3月に竣工。同所にあった1934年（昭和9年）竣工の旧庁舎（所在地の旧地名に因んで、三年町庁舎と呼ばれた）を建て替えたものである。官公庁としては初めての、また、竣工当時としては民間を含めても最大規模のインテリジェント・ビルであった
。
庁舎の中央には光庭が設けられ、基準階では光庭を挟んで南北に各2,400m2の執務室が設けられている。官公庁としては珍しく、外壁は花崗岩貼りとされている。
地球温暖化対策として、30kWの太陽光発電設備、複層ガラス、ビルエネルギー管理システム（BEMS）、雨水を再利用する中水道を採用している。また、近隣の霞が関ビル、東京倶楽部ビル、新霞が関ビル、商工会館・弁理士会館ビルとともに、地域熱供給を行っており、蒸気及び冷水の供給を受けて、冷暖房、給湯、加湿を行っている。
設備や機器等が老朽化しているため大規模な改修を行っており、一部の部署が2016年竣工の住友不動産六本木グランドタワー（六本木三丁目東地区プロジェクト）に仮移転している。
江戸時代は日向延岡藩内藤家の屋敷があった位置である。